# Schassulan Muchtarbekuly
Schassulan Muchtarbekuly (Жасулан Мухтарбекулы; * 3. April 1984 in Qysylorda) ist ein kasachischer Freistilringer in der Klasse bis 55 kg.
2008 konnte sich Muchtarbekuly für die Olympischen Spiele in Peking qualifizieren. Im Achtelfinale verlor er mit 0:3 gegen den Usbeken Dilshod Mansurov.